# Mr. & Mrs. Smith (sèrie de televisió)
Mr. & Mrs. Smith és una sèrie de televisió d'espionatge estatunidenca creada per Francesca Sloane i Donald Glover. Glover també protagonitza un paper principal al costat de Maya Erskine. Inspirada en la pel·lícula homònima de 2005, la sèrie es va estrenar el 2 de febrer de 2024 a Amazon Prime Video. El maig de 2024, es va renovar per a una segona temporada. La sèrie va rebre crítiques positives i va ser nominada a setze premis Primetime Emmy, inclosos el de millor sèrie dramàtica i nominacions a la interpretació per a Glover, Erskine, Michaela Coel, Parker Posey, Sarah Paulson, John Turturro i Paul Dano. S'ha subtitulat al català.